# Paradrina lanzarotensis
Paradrina lanzarotensis là một loài bướm đêm trong họ Noctuidae.